# Аленький цветочек (спектакль)
«Аленький цветочек» — легендарный спектакль Театра имени Пушкина. Входит в Книгу рекордов России как «самый продолжительно идущий детский спектакль». Премьера состоялась 30 декабря 1950 года. В январе 2011 года был сыгран в 4000-й раз. За время существования постановки её посмотрели более 3 миллионов зрителей.

## Краткое содержание
Спектакль основан на знаменитой сказке С. Т. Аксакова «Аленький цветочек» о любви и бескорыстной дружбе, которые умеют творить чудеса.
Попросила Алёнушка отца, отправляющегося в заморское путешествие, привезти ей в подарок аленький цветочек. Долго пришлось купцу странствовать, прежде чем сумел он отыскать таинственную землю, где рос цветок. Просьбу дочери купец выполнил: сорвал цветочек, да вот только принадлежал он чудищу, жившему там, и взамен пожелало оно, чтобы купец остался на острове или прислал вместо себя одну из своих дочерей…

## Авторы спектакля
- Авторы пьесы – Ирина Карнаухова и Леонид Браусевич
- Режиссёр-постановщик – Леонид Лукьянов
- Режиссёр – Степан Бубнов
- Художник – Яков Штоффер
- Композитор – Александр Метнер

## Действующие лица
- Купец — Виктор Васильев, Андрей Терехин
- Алёнушка — Мария Андреева-Яворская, Анна Бегунова, Виктория Триполина, Маргарита Жигунова
- Капа — Екатерина Клочкова, Наталья Корогодова, Маргарита Жигунова
- Фиса — Мария Андреева-Яворская, Ирина Петрова
- Антон — Александр Анисимов, Алексей Воропанов, Николай Кисличенко, Алексей Рахманов
- Няня — Нина Марушина, Мария Осипова, Елена Ситко
- Баба-Яга — Владимир Григорьев, Юрий Румянцев
- Леший — Андрей Дубовский, Виталий Едининсков
- Кикимора — Инна Кара-Моско, Анастасия Лебедева
- Чудище — Алексей Дадонов, Владимир Жеребцов, Антон Феоктистов